# 前橋市立木瀬中学校
前橋市立木瀬中学校（まえばししりつ きせちゅうがっこう）は、群馬県前橋市小屋原町にある公立中学校。

## 所在地
- 群馬県前橋市小屋原町1811-1

## 沿革
- 昭和22年（1947年）4月29日 - 開校式。木瀬村立木瀬中学校として開校。生徒数669名[1]。
- 昭和32年（1957年）
  - 1月20日 - 木瀬村廃止、城南村立西中学校となる[1]。
  - 10月10日 - 城南村から大字小島田・下長磯が前橋市に合併[2]。
- 昭和33年（1958年）度 - 前橋市立永明中学校が発足[1]。
- 昭和35年（1960年）4月1日 - 城南村から大字駒形・東駒形が前橋市に合併[2]。
- 昭和38年（1963年）度 - 城南村立西中学校・前橋市立永明中学校を統合し、前橋市城南村学校組合立木瀬中学校となる[1]。
- 昭和39年（1964年）度 - 校歌・校旗制定[1]。
- 昭和42年（1967年）5月1日 - 城南村が前橋市に合併、前橋市立木瀬中学校となる[1]。
- 昭和53年（1978年）度 - 新校舎建築開始[1]。
- 昭和60年（1985年）度 - 市内最後の木造校舎解体[1]。

## 教育目標
「進んで学び、豊かな心で、たくましく生きる」

## 学区
前橋市立駒形小学校と前橋市立永明小学校、前橋市立笂井小学校、前橋市立山王小学校を合わせた次の町が学区である。
- 天川大島町三丁目の一部[4]
- 上大島町
- 女屋町
- 上長磯町
- 東上野町
- 野中町の一部
- 下長磯町
- 小島田町
- 駒形町の一部
- 笂井町
- 小屋原町
- 上増田町
- 下増田町
- 下大島町

## 部活動
- 野球部[3]
- ソフトボール部（女子）
- サッカー部
- ソフトテニス部
- 陸上部
- バスケットボール部
- バレーボール部（女子）
- 卓球部
- 剣道部
- 体操部
- 吹奏楽部
- 美術部
- 科学部

## 交通
- JR両毛線駒形駅から徒歩約30分
- 北関東自動車道駒形インターチェンジから車で約10分

## 周辺主要施設
- 永明公民館
- 前橋市立永明小学校
- 前橋市立笂井小学校
- 共愛学園
- JR駒形駅